# Britiske Jomfruøer ved sommer-OL 2024
Britiske Jomfruøer deltog i sommer-OL 2024 i Paris, Frankrig, fra den 26. juli til den 11. august 2024.
De vandt ingen medaljer.

## Medaljer
| 2024 Paris         | Guld | Sølv | Bronze | Total |
| Britiske Jomfruøer | 0    | 0    | 0      | 0     |

### Medaljevinderne
| Britiske Jomfruøer under sommer-OL 2024 i Paris | Britiske Jomfruøer under sommer-OL 2024 i Paris | Britiske Jomfruøer under sommer-OL 2024 i Paris | Britiske Jomfruøer under sommer-OL 2024 i Paris | Britiske Jomfruøer under sommer-OL 2024 i Paris |
| Medalje                                         | Navn                                            | Sport                                           | Event                                           | Dato                                            |
| ----------------------------------------------- | ----------------------------------------------- | ----------------------------------------------- | ----------------------------------------------- | ----------------------------------------------- |
| -                                               | -                                               | -                                               | -                                               | -                                               |